# Standish with Langtree
Standish with Langtree är en unparished area i distriktet Wigan i grevskapet Greater Manchester i England. Det inkluderar Standish. Unparished area hade 13 309 invånare år 2001. Fram till 1974 var det ett separat distrikt.